# سسک شکم‌گوگردی
سسک شکم‌گوگردی (نام علمی: Phylloscopus griseolus) نام یک گونه از سرده سسک برگی است.